# Ábalos
Ábalos ist ein Ort und eine Gemeinde (municipio) mit 256 Einwohnern (Stand: 2024) in der nordspanischen Autonomen Region La Rioja. Sie gehört zum Weinbaugebiet der Rioja Alta.

## Lage und Klima
Der Ort Ábalos liegt zwischen zwei Bächen (arroyos) im Norden der spanischen Autonomieregion La Rioja ca. 3 km nördlich des Flusses Ebro in einer Höhe von ca. 590 m knapp 30 km (Fahrtstrecke) nordwestlich von Logroño. Das Klima ist gemäßigt bis warm; Regen (ca. 655 mm/Jahr) fällt überwiegend im Winterhalbjahr.

## Bevölkerungsentwicklung
| Jahr      | 1857 | 1900 | 1950 | 2000 | 2019 |
| Einwohner | 725  | 787  | 583  | 276  | 257  |

Die Reblauskrise im Weinbau, die zunehmende Mechanisierung der Landwirtschaft und die Aufgabe bäuerlicher Kleinbetriebe haben seit der Mitte des 20. Jahrhunderts zu einer erhöhten Arbeitslosigkeit und in der Folge zu einer Abwanderung vieler Familien in die größeren Städte geführt (Landflucht).

## Wirtschaft
In früheren Jahrhunderten lebten viele Einwohner des Ortes als Selbstversorger direkt oder indirekt (als Handwerker und Gewerbetreibende) von der in der Umgebung betriebenen Landwirtschaft. Der seit den Zeiten der Römer betriebene Weinbau gewann vor allem im 19. Jahrhundert an Bedeutung, als sich französische Winzer im Ort niederließen, um dort Wein nach französischem Vorbild zu produzieren. Die im 19. Jahrhundert gebaute Eisenbahnlinie durch das Ebro-Tal führte am Ort vorbei, was sich insgesamt eher negativ auf seine Entwicklung auswirkte.

## Geschichte

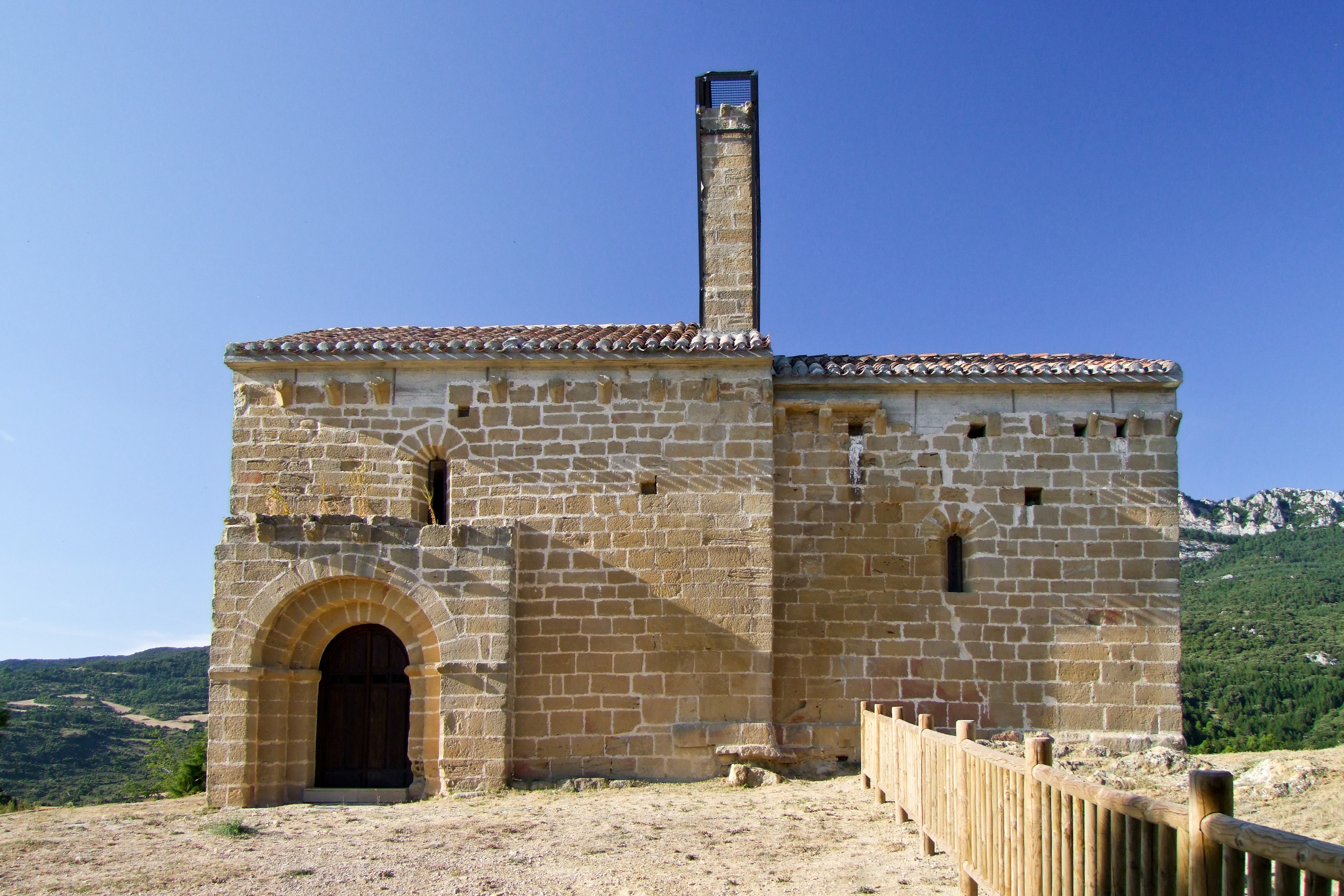
Ábalos – Ermita de San Felices

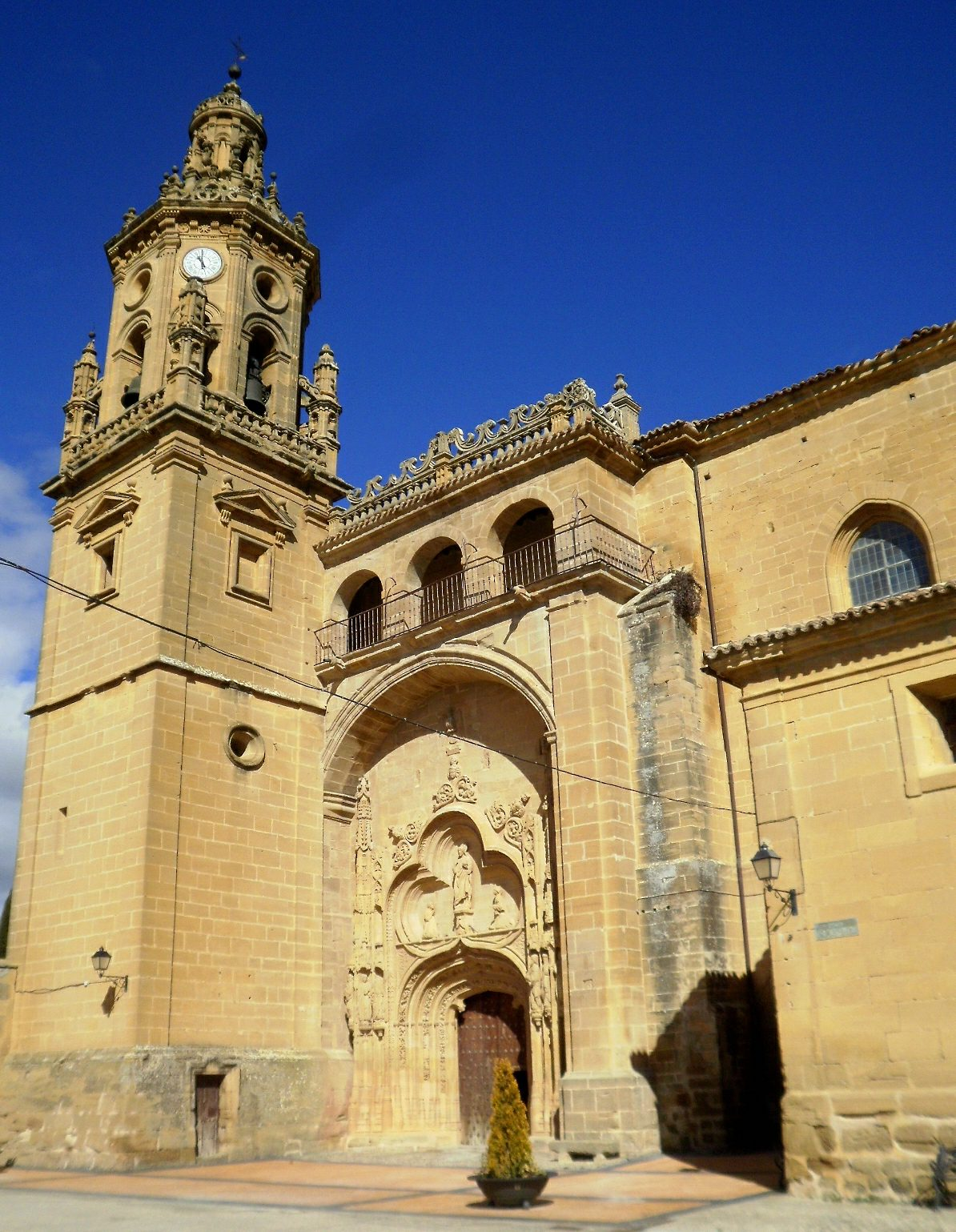
Ábalos – Iglesia de San Esteban Protomártir

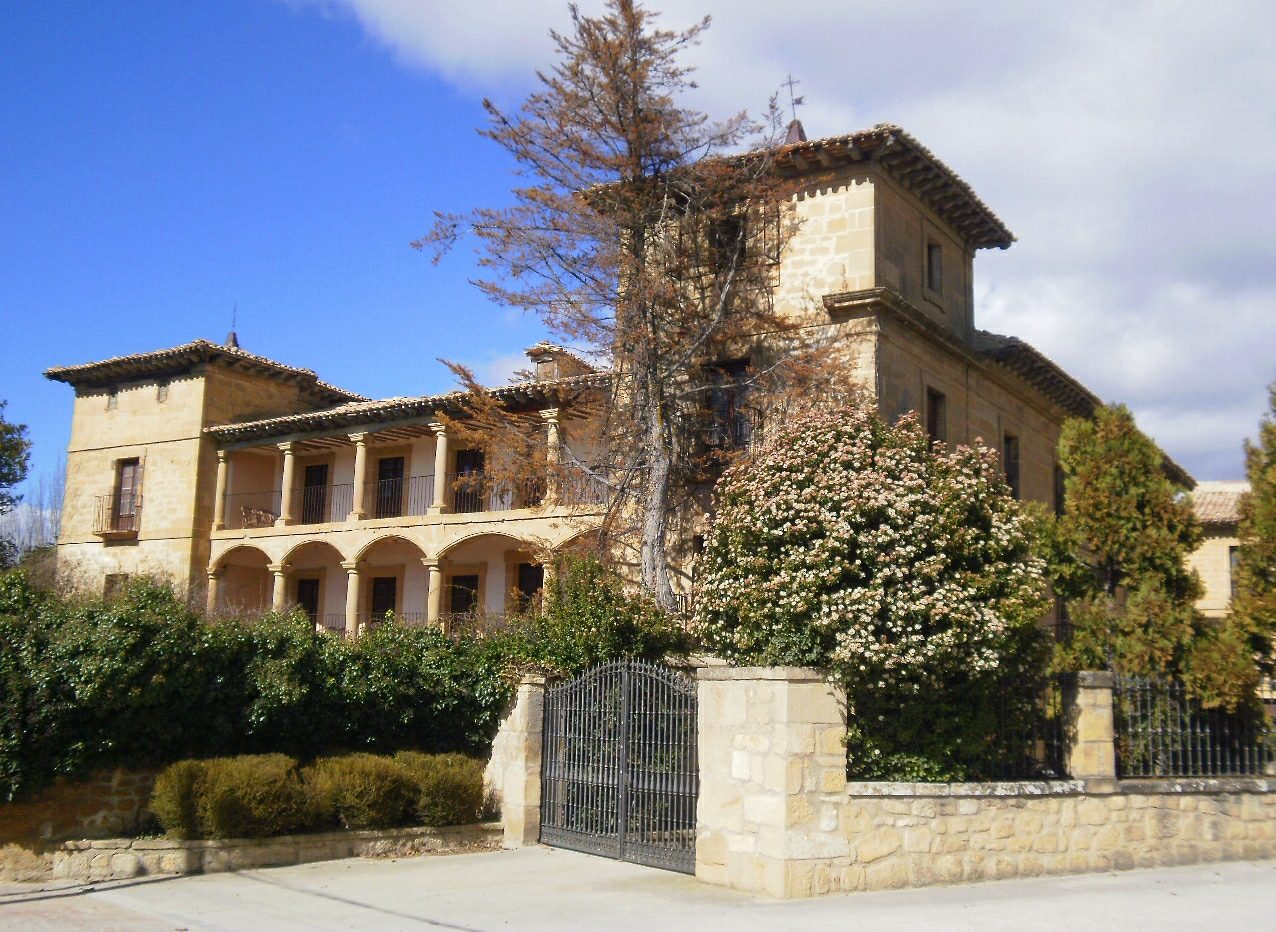
Ábalos – Palacio de los Marqueses de Legarda

Jungsteinzeitliche und eisenzeitliche Funde wurden auf dem Gemeindegebiet nicht gemacht; römische, westgotische und maurische Spuren fehlen ebenfalls. Die erste urkundliche Erwähnung des Ortsnamens stammt aus einem Dokument Alfons’ I. von Asturien des Jahres 740, in welchem er die Vertreibung der Mauren aus dem äußersten Nordens Spaniens niederlegt. Danach gehörte der Ort zum Besitz des knapp 40 km südlich gelegenen Klosters San Millán de La Cogolla, welches auf dem Gebiet von Ábalos die Ermita de San Felices besaß. Aufgrund der territorialen Eroberungen Sanchos I. von Navarra (reg. 905–925) um das Jahr 918 fielen in den Jahren 920 und 934 Truppen des Kalifen Abd ar-Rahman III. in das Ebro-Tal ein. Danach beruhigte sich die Situation etwas und unter Sancho III. (reg. 1004–1035) erlebte das Königreich eine Blütezeit, die jedoch durch die – bis ins späte Mittelalter andauernden – Grenzkonflikte zwischen den Königreichen Navarra, Aragón und Kastilien immer wieder in Frage gestellt wurde. Im Jahr 1397 bestimmte Karl III. von Navarra Ruiz López Dávalos aus dem Geschlecht derer von Avalos zum Grundherrn (señor) über den Ort. Durch das militärische Eingreifen Ferdinands II. wurde Navarra im Jahr 1512 an die spanische Krone angegliedert; danach begann eine längere Periode inneren und äußeren Friedens. Erst im Jahr 1726 erhielt Ábalos, das bis dahin zur Gemeinde von San Vicente de la Sonsierra gehört hatte, die Stadtrechte.

## Sehenswürdigkeiten und Kultur
- Die Ermita de San Felices ist seit dem 11./12. Jahrhundert dokumentiert, doch stammt der heutige, aus exakt behauenen Steinen errichtete Bau aus dem frühen 13. Jahrhundert. Die Kapelle verfügt über ein schlichtes romanisches Südportal und einen – über dem Triumphbogen zwischen Kirchenschiff (nave) und Apsis befindlichen – hochaufragenden Glockengiebel (espadaña). Das Innere ist von einem Spitztonnengewölbe bedeckt.[7]
- Die im 16. Jahrhundert erbaute Iglesia de San Esteban Protomártir besticht durch ihr Südportal mit darüber befindlichem und von einer Balustrade abgeschlossenem Laufgang sowie durch das achteckige Obergeschoss des Glockenturms (campanario), welches nochmals von einer Laterne überhöht wird. Das einschiffige Innere der Kirche wird dominiert von einem mit zahlreichen Schnitzfiguren bestückten Hochaltar (retablo) aus der Zeit der Spätrenaissance. Aber auch zahlreiche Figuren – darunter das Marmorgrabmal von D. Francisco Antonio Ramírez de la Piscina – beeindrucken den Besucher.[8]
- Der Palacio de los Marqueses de Legarda ist ein breitgelagerter Repräsentationsbau aus dem 16./17. Jahrhundert. Bemerkenswert sind die beiden – von Ecktürmen eingefassten – Galeriegeschosse auf der Südseite.
- Weitere – zum Teil mit steinernen Wappenschilden geschmückte – Stadtpaläste (z. B. Casa del Virrey de Nápoles oder die Casa de las Verjas) bereichern das Ortsbild.
- Die bereits im Jahr 1367 erwähnten Bodegas de la Real Divisa gehören zu den ältesten Weinhäusern Spaniens und ganz Europas.

Umgebung
- Die kleine, aber eindrucksvolle romanische Kirche Santa María de La Piscina ist nur etwa 2 km (Fußweg) in nordwestlicher Richtung entfernt.
- Der Weinort Samaniego liegt nur knapp 3 km östlich.